# Dorinha Tapajós
Dora Dorinha Tapajós Gomes (Rio de Janeiro, 2 de setembro de 1950 – Rio de Janeiro, 17 de agosto de 1989) foi uma cantora e intérprete brasileira. Além de sua carreira solo, participou dos grupos Turma da Pilantragem, Umas e Outras e Quarteto em Cy. Era filha do compositor, cantor e radialista Paulo Tapajós  e de dona Norma Tapajós. Irmã dos compositores/cantores Maurício Tapajós e Paulinho Tapajós.
Ela morreu em 17 de agosto de 1989 aos 38 anos por complicações da Septicemia.

## Infância
Nascida no bairro Botafogo, na cidade do Rio de Janeiro, no dia 2 de setembro de 1950, filha de Paulo e Norma Tapajós Gomes, Dorinha fez parte de uma família com origens musicais: seu pai foi um cantor, compositor, produtor e radialista brasileiro. Junto com seus irmãos Haroldo e Osvaldo, criou o conjunto Irmãos Tapajós” e, posteriormente, trabalhou na Rádio Nacional.  
Já seus irmãos, Maurício e Paulinho Tapajós foram grandes compositores e intérpretes da Música Popular Brasileira. Dentre suas composições, destacam-se Sapato Velho” e Andança, de Paulinho e Querelas do Brasil” e Tô Voltando, de Maurício.
Dora iniciou sua carreira cantando, amadoramente, as composições escritas por seus irmãos, que pediam para que ela mostrasse as canções para as outras pessoas. 

## Discografia
- (1980) Em 1000 Kilohertz (Quarteto em Cy)
- (1979) Cobra de Vidro (Quarteto em Cy e MPB4)
- (1978) Querelas do Brasil (Quarteto em Cy)
- (1977) Resistindo (Quarteto em Cy)
- (1976) Antologia do Samba-canção vol. 2 (Quarteto em Cy)
- (1975) Antologia do Samba-canção (Quarteto em Cy)
- (1972) Paulinho e Dorinha (Paulinho Tapajós e Dorinha Tapajós)
- (1972) Quarteto em Cy (Quarteto em Cy)
- (1971) Dorinha Tapajós (Dorinha Tapajós)
- (1970) Poucas e Boas (Umas e Outras)
- (1969) A Turma da Pilantragem (A Turma da Pilantragem)
- (1969) A Turma da Pilantragem Internacional (A Turma da Pilantragem)
- (1968) A Turma da Pilantragem (A Turma da Pilantragem)